# Bärenbusch
Bärenbusch este o arie protejată (arie specială de conservare — SAC, sit de importanță comunitară — SCI) din Germania întinsă pe o suprafață de 30,05 ha, integral pe uscat.

## Localizare
Centrul sitului Bärenbusch este situat la coordonatele 52°53′54″N 12°25′44″E / 52.8983°N 12.4289°E.

## Înființare
Situl Bärenbusch a fost declarat sit de importanță comunitară în martie 2004.

## Biodiversitate
Situată în ecoregiunea continentală, aria protejată conține 1 habitat natural: Păduri de stejar sau de stejar și carpen sub-atlantice și medio-europene de Carpinion betuli.
La baza desemnării sitului se află un număr nedeclarat de specii protejate.